# 帕克斯堡 (西維吉尼亞州)
帕克斯堡市（英語：Parkersburg），是西維吉尼亞州伍德郡的首府，2000年人口普查時，一共有33,099位居民。有時也譯為「帕克爾斯堡」。
俄亥俄山谷學院和西維吉尼亞大學在帕克斯柏格市都有校區，美國總統喬治·W·布希曾在2004年5月13日拜訪了帕克斯柏格南高中，舉行過一篇名為「聯邦教育改革輔助」的演講。

## 地理
帕克斯堡市為於北緯39°15'58"、西經81°32'32"；總面積有31.6平方公里，其中陸地面積是30.6平方公里，水域面積是1平方公里（占總面積3.19%）。

## 人口
2000年人口普查時，共有居民33,099位，其中有14,467人為有房子的家庭，和8,767無房子的家庭。人口密度約為1,081.2 人/平方公里。房屋密集度則為525.9棟/平方公里（總計有16,100個居住單位）。至於種族分配上，有96.36%的白人，1.75%的非裔美國人，0.42%的印地安人，0.20%的亞裔美瞤和0.05的大洋洲裔，0.21%為其他種族。1%為混合種族。0.81%為西語裔。
在14,467戶中，有25%的家庭有18歲以下與他們一起居住的孩童，43.2%是婚生家庭（married couples），13.5%是只有女主人，沒有男主人的家庭，39.4%是非原生家庭non-Families，34%是獨立家庭（make up of individual），15.1%的家中有65歲以上的老年人。平均一戶的人口密度是2.23人/戶。平均一家則是2.83人/家。
至於年齡分配上，帕克斯柏格市中，18歲以下的居民有21.2%。25到44歲的居民則占27.1%，45到64歲的居民有23.7%，65歲以上的則占有18.9%。整個居民年齡的平均是40歲。性別上以女性居多，以婚配機會方式來說，每一百位女性相對的會有87.6位男性可婚配；而每一百位「18歲以下」的女性，可能有83.9位男性可婚配。
該州居民的收入，若以戶算，年收入平均為$26990。若以家算，年收入平均是$33081。男性收入高過女性，男性平均年收入$30516，女性平均年收入$20287。該州每一人的平均收入是$16106。在低收入戶方面，共有19.8%的人口或16.1%家位在低收入戶範圍。如以年齡統計，18歲以下有32.7%的低收入戶，65歲以上則走10.4% 的低收入戶。

## 外部連結
- 帕克斯堡市網站 （页面存档备份，存于）